# Phòng thủ (quân sự)
Phòng thủ trong quân sự là hành động ngăn chặn cuộc tấn công của một đạo quân. Đây là một trong hai tình thế cơ bản nhất trong chiến tranh, trái ngược với phòng thủ là tấn công. Trong khi tấn công là tình huống chủ động, phòng thủ là tình huống bị động.
Phòng thủ thường là hoạt động chiến đấu chủ yếu của một bên yếu hơn trong chiến tranh, và thường kéo dài cho đến khi sức mạnh quân sự được củng cố họ sẽ chuyển sang tấn công. Để có khả năng phòng thủ hiệu quả đòi hỏi một bên phải luôn luôn trong tình thế sẵn sàng, sẵn sàng về mặt vật chất và sẵn sàng về mặt tâm lý.
Phòng thủ không phải là tình huống cố định trong hoạt động chiến đấu tại một địa điểm, phòng thủ có thể linh hoạt trong việc rút lui, tổ chức phản công, hoặc chủ động tấn công trước.

## Phòng thủ chiến thuật và phòng thủ chiến lược
Trường hợp ở cấp độ chiến thuật, trong một trận đánh, phe phòng thủ sẽ cố gắng đánh bại các đợt tấn công của quân đối phương và lựa chọn thời điểm thích hợp để tung ra một cuộc phản công, tức là tấn công sau phòng thủ.
Phòng thủ chiến lược là cấp độ phòng thủ cao nhất trong quân sự, vượt trên mức chiến thuật của việc phòng thủ trong một trận đánh. Phòng thủ chiến lược tiến hành đặt toàn bộ quân đội trong tình trạng phòng thủ trên một mặt trận rộng lớn và có thể kéo dài về mặt thời gian. Điều này, thường liên quan việc yếu thế của một bên.
Một bên đánh nhau trong một cuộc chiến tranh không thể phòng thủ mãi. Đôi khi trong tình thế chiến tranh, tấn công là cách phòng thủ tốt nhất, khi việc tấn công diễn ra thay vì phòng thủ, một bên sẽ nắm lấy thế chủ động, việc tấn công sẽ dẫn đến các cơ hội để đánh bại kẻ thù. Việc tấn công ở mức chiến lược cũng đồng nghĩa một đạo quân sẽ triển khai trên lãnh thổ của đối phương hoặc do đối phương kiểm soát, khi chiến tranh xảy ra trong khu vực đó, sự tàn phá chiến tranh ngay trên đất đối thủ sẽ trực tiếp làm suy yếu họ.

## Chiến thuật phòng thủ và chiến lược phòng thủ
- Xem: Các chiến thuật phòng thủ; Các chiến lược phòng thủ

Chiến thuật phòng thủ và chiến lược phòng thủ liên quan việc chọn lựa và sử dụng các biện pháp, cách thức khác nhau trong hoạt động phòng thủ, điều này đáp ứng tình hình chiến sự, các yếu tố về điều kiện tự nhiên trong chiến đấu và kinh tế của bên phòng thủ.
Nếu phòng thủ không thành công trong một trận đánh, quân đội sẽ bị đánh bại và có thể sẽ kéo theo hệ quả ở mức trung gian của chiến thuật và chiến lược là hoạt động chiến dịch sẽ thất thế, bao gồm các thất bại liên tiếp. Tình huống dễ thấy là tiêu hao sức mạnh chiến đấu, mất lãnh thổ vào tay đối phương, và khả năng mất kiểm soát đối với những vùng là mục tiêu tấn công tiếp theo của đối phương, nghiêm trọng hơn là sự suy yếu từng bước về mặt tâm lý. Vì vậy, phải có chiến thuật và chiến lược phòng thủ thích hợp. Phòng thủ thất bại sẽ phá vỡ khả năng quân sự về thế và lực.
Phòng thủ là tình thế bị động, nếu phòng thủ thất bại tình thế bị động sẽ nghiêm trọng hơn. Khi tình huống phòng thủ thất bại đang hoặc có thể xảy ra, bên phòng thủ có thể thực hiện một cuộc rút lui về một địa bàn khác, tái hợp và tăng cường để thực hiện một cuộc phòng thủ mới, đây có thể là chọn lựa tốt hơn việc cố gắng phòng thủ không hiệu quả tại vị trí ban đầu.

## Tổ chức phòng thủ

### Tổ chức phòng thủ cấp chiến thuật
- Khả năng cảnh giới

Phòng thủ chú trọng việc sẵn sàng chiến đấu, yếu tố then chốt của phòng thủ thành công. Khi bị tấn công, quân đội sẽ mau chóng vào vị trí chiến đấu như thế nào phụ thuộc vào hệ thống báo động, bao gồm khả năng cảnh giới từ xa và khả năng cảnh giới mau chóng như còi báo động, loa. Các cao điểm quan sát tốt hoặc các tháp canh, đặc biệt là vị trí bố trí chúng. Nếu khu vực bị khuất tầm nhìn, công binh sẽ dọn dẹp. Khả năng cảnh giới cũng liên quan nhân sự ở vành đai bên ngoài khu phòng thủ, như các toán tuần tra, hoặc cá nhân báo tin sinh sống trong địa bàn xung quanh căn cứ phòng thủ.
- Chướng ngại vật

Chướng ngại vật tự nhiên:
- - các dãy núi,
  - thung lũng,
  - dòng sông,
  - rạn san hô[a]

Chướng ngại vật nhân tạo
- - Hàng rào
  - Bãi mìn
- Công sự phòng thủ
  - Chiến hào
  - Boong ke
  - Pháo đài
- Khả năng phản ứng

Đây là yếu tố then chốt của người lính trong việc phòng thủ. Thông thường, các đơn vị sẽ được huấn luyện để mau chóng vào vị trí chiến đấu ở mức nhanh nhất có thể.

### Tổ chức phòng thủ cấp chiến lược
- Phòng thủ khu vực

Hoạt động phòng thủ quân sự tiến hành ở một vùng rộng lớn, có tầm quan trọng chiến lược về địa thế trong chiến tranh, hoặc tầm quan trọng về nguồn lực, như vai trò chủ yếu cung cấp lương thực, dầu mỏ,...cho bên phòng thủ.
Không thể bảo vệ được một khu vực quan trọng chiến lược, phe phòng thủ sẽ thất bại nặng nề và kết quả thất bại chung cuộc sẽ dễ dàng được bên tấn công định đoạt.
- Phòng thủ địa điểm

Tổ chức bố trí cơ sở và lực lượng phòng thủ tại các thành phố lớn liên quan kinh tế, hay chính trị như thủ đô. Bên cạnh đó, tầm quan trọng của một địa điểm có thể liên quan đến các yếu tố tâm lý chiến tranh.
- Phòng thủ trọng điểm giao thông

Tiến hành hoạt động phòng thủ tại các tuyến đường giao thông huyết mạch, và các trục giao lộ chính yếu. Những khu phòng thủ này bị chiếm, quân tấn công sẽ dễ dàng khống chế các khu vực mà tuyến giao thông đi đến, phe phòng thủ sẽ trở nên bị động.
- Phòng thủ khoảng cách
  - Xem thêm: Phòng ngự chiều sâu

Cũng giống như phòng thủ chiến đấu ở cấp chiến thuật, khoảng cách là một nhân tố quan trọng cho phản ứng phòng thủ. Khi khối NATO mở dần về phía đông, tìm cách kết nạp các quốc gia Đông Âu, điều này gây một áp lực rất lớn lên khả năng phòng thủ của Nga, vì khoảng cách phòng thủ đã giảm xuống hàng trăm đến hàng ngàn km và nguy hại hơn, đó là việc triển khai các hệ thống tên lửa áp sát nước Nga từ các nước phương Tây.

### Năng lực phòng thủ
- Khả năng chiến đấu

Đây là năng lực phòng thủ chính yếu, quân đội cần lực lượng mạnh về quân số và vũ khí. Áp đảo về quân số, vũ khí và hỏa lực là các yếu tố cơ bản đạt ưu thế trong chiến đấu không chỉ tấn công mà cả phòng thủ.
- Khả năng chi viện

Xem thêm: Chi viện
Hoạt động phòng thủ thường bố trí theo khuynh hướng tập trung hoặc phân tán, phòng thủ tập trung thì khả năng phòng thủ sẽ vững mạnh nhưng lại khó kiểm soát một vùng rộng lớn. Vì vậy, khuynh hướng phòng thủ phân tán vẫn tổ chức nhưng sẽ hoạt động theo một hệ thống phối hợp, khi quân thù tấn công một điểm, cả hệ thống sẽ chi viện. Vì vậy không chỉ trong tấn công, mà cả trong phòng thủ khả năng tác chiến của quân đội vẫn nhấn mạnh tính cơ động. Một số tình huống quân thù tấn công, họ dùng chiến thuật nghi binh, nên đòi hỏi khả năng phán đoán của tướng lĩnh và khả năng chi viện nhanh của các đơn vị.
Một biện pháp chi viện khác là tổ chức tấn công chia lửa, một cánh quân sẽ tức tốc duy chuyển đến vùng hậu phương hay tuyến hậu cần quân tấn công để gây áp lực buộc quân tấn công rút lui về bảo vệ.
- Khả năng hậu cần

Xem thêm: Hậu cần quân sự
Hoạt động chiến đấu còn hiệu quả và điểm phòng thủ còn đứng vững hay không phụ thuộc vào khả năng cung ứng hậu cần, nếu tuyến cung ứng hậu cần bị cắt thì các điểm phòng thủ như pháo đài trong một cuộc vây hãm sẽ mau chóng sụp đổ.
Trong chiến tranh Thái Bình Dương, hệ thống phòng thủ trên các đảo ở tây Thái Bình Dương của Nhật Bản trở nên suy yếu, khi hải quân Nhật thiệt hại trầm trọng và không còn khả năng cung ứng hậu cần lên các điểm đảo, quân Nhật đồn trú mau chóng cạn kiệt thực phẩm và nước uống, cũng như nguồn đạn pháo. Hệ quả của sự bế tắc là họ chọn lựa tấn công banzai.
Trong chiến dịch Điện Biên Phủ, quân Pháp chỉ có thể nhận hậu cần tiếp tế bằng cầu hàng không, khó khăn trong hậu cần cũng đã góp phần thất bại chung trong trận đánh này.

## Các yếu tố chi phối phòng thủ

### Điều kiện tự nhiên
Nước Anh nhờ vào vị trí là một hòn đảo đã tránh được rất nhiều cuộc xâm lược và kế hoạch xâm lược từ các cường quốc lục địa, và an toàn qua nhiều thời kỳ chiến tranh ở lục địa châu Âu.
Nước Mỹ nhờ vào sự tách biệt của hai đại dương lớn, đã tránh được sự tàn phá trong hai cuộc chiến tranh thế giới, từ sau 1945, chính sách an ninh của Mỹ nhấn mạnh việc củng cố hải quân trên đại dương và vành đai căn cứ quân sự ở hai bờ đối diện.

### Chính sách
Nhật Bản ở vào một vị trí lợi thế về địa lý như Anh, quốc gia đảo này đã an toàn trong nhiều thời kỳ lịch sử. Trong nửa đầu thế kỷ 20, Nhật Bản đã thực thi biện pháp quốc phòng sai lầm, với quan niệm nước Nhật luôn tấn công, Nhật Bản ít chú trọng xây dựng lực lượng phòng không mà chủ yếu tập trung cho các hạm đội để bảo vệ, khi các hạm đội Nhật bị đánh chìm, không quân Đồng minh dễ dàng oanh tạc lên các đảo của Nhật. Chính sách này cũng liên quan nguồn lực vật chất hạn chế, góp phần vào việc bỏ dỡ củng cố năng lực phòng không.